# Wagon bagażowy

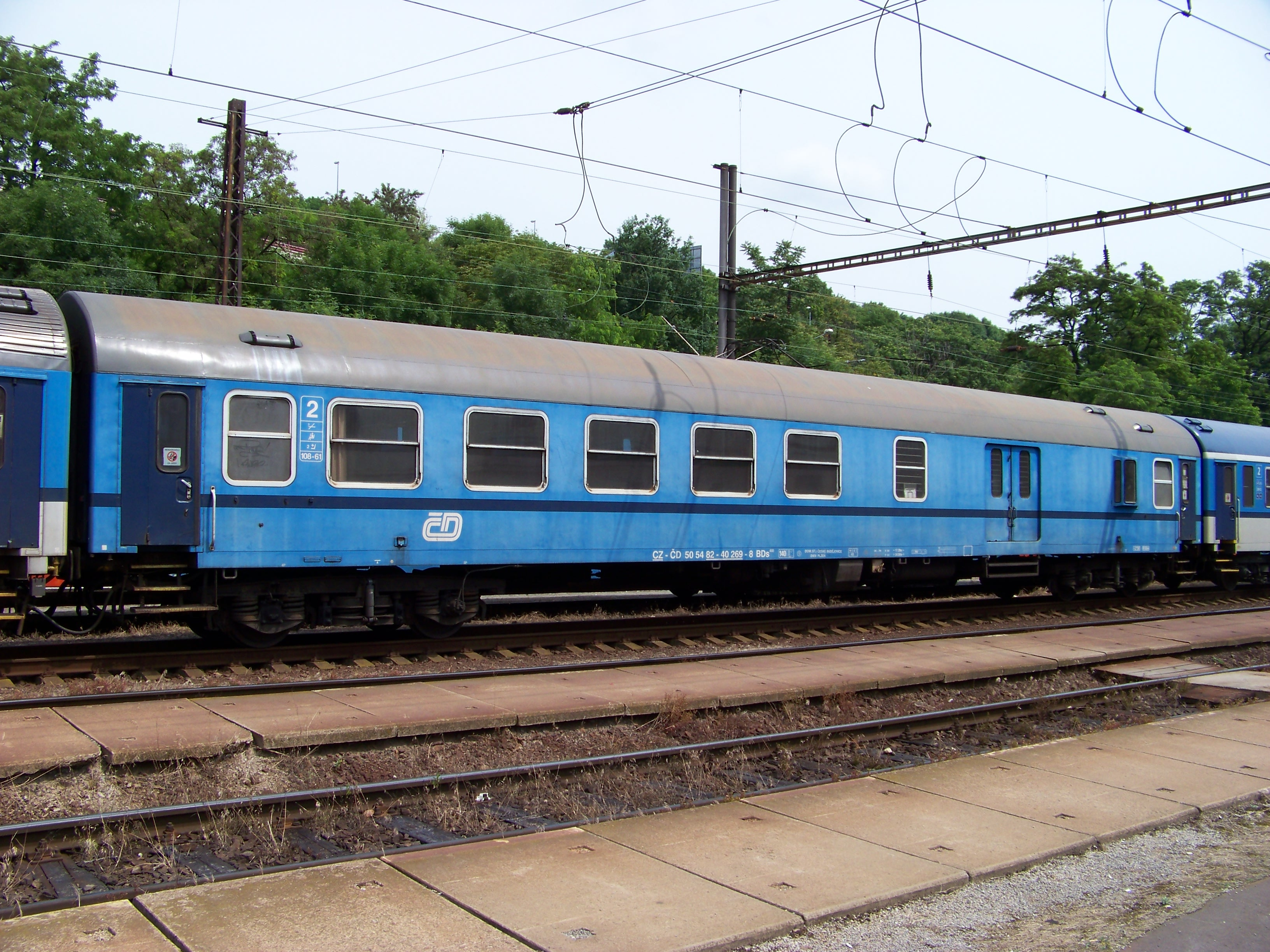
Wagon bagażowy kolei czeskich

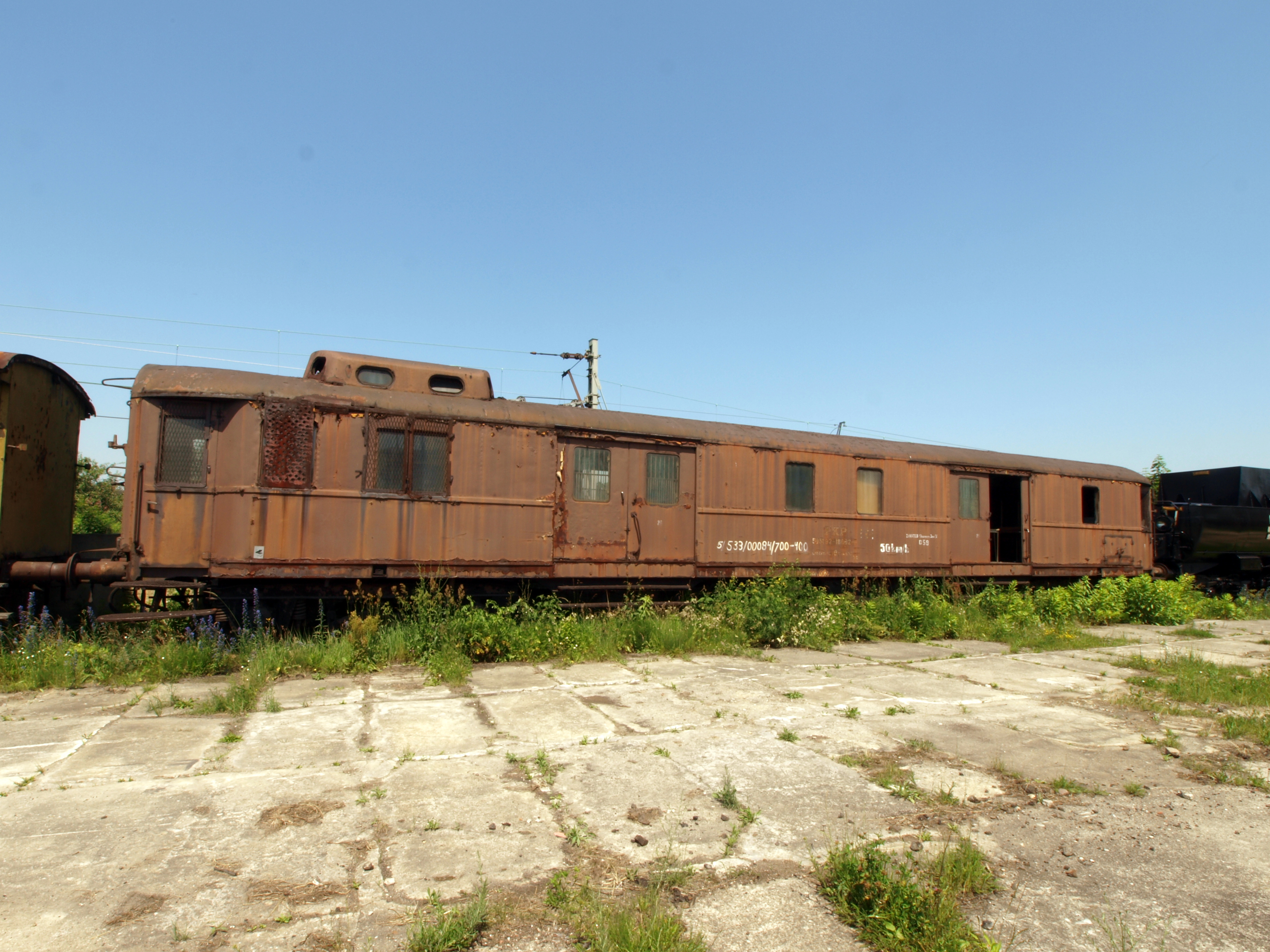
Wagon bagażowy jako eksponat muzeum

Wagon bagażowy – pojazd nietrakcyjny przeznaczony do przewozu bagażu, przewidziany do włączenia do składu stałego lub zmiennego, przeznaczonego do przewozu pasażerów. Wagon taki może posiadać kabinę maszynisty i wówczas nosi nazwę wagonu bagażowego sterowniczego.
Wagony bagażowe włączane są do pociągów pasażerskich, których konstrukcja umożliwia przewożenie w nich większych ładunków. Wagony bagażowe posiadają na ścianach bocznych dodatkowe szerokie drzwi i najczęściej dużych rozmiarów przedział służący do przewozu ładunków, a także pomieszczenie dla obsługi. Niektóre wagony pasażerskie posiadają zarówno przedziały dla podróżnych, jak i przedział bagażowy.
W PKP po zakończeniu przewozu przesyłek bagażowych w 2003 część wagonów bagażowych przebudowano na wagony do przewozu rowerów.